# Antonio Edoardo Chinotto
Edoardo Antonio Chinotto (Arona, 28 settembre 1858 – Udine, 25 agosto 1916) è stato un generale italiano.
Distintosi durante la prima guerra mondiale dapprima come comandante di brigata e poi di divisione, prese parte alla sesta battaglia dell'Isonzo conseguendo brillanti risultati che facilitarono la conquista di Gorizia. Caduto gravemente ammalato si spense presso l'Ospedale militare di Udine, venendo decorato con Medaglia d'oro al valor militare alla memoria.

## Biografia
Nacque ad Arona il 28 settembre 1858, figlio di Bernardino e di Carolina Chiesa Cassini. A partire dal 1877 frequentò la Regia Accademia Militare di Torino da cui uscì sottotenente del genio.
Continuò brillantemente la sua carriera militare, e con il grado di tenente, lavorò alla costruzione dei forti militari in Valtellina. Dopo aver frequento la Scuola di guerra, da cui uscì con il grado di capitano nel 1888, fu assegnato al Corpo di Stato maggiore presso il Ministero della Guerra a Roma. Nel 1896 fu promosso maggiore assegnato al 69º Reggimento di fanteria, e nel 1899 tenente colonnello del 61º Reggimento fanteria. L'anno successivo si recò a Liegi, in Belgio, per studiare il sistema di fortificazioni che difendeva la città. Nel 1905 fu promosso colonnello comandante dell'80º Reggimento Fanteria, e nel 1911 maggiore generale comandante della Brigata di fanteria "Re". Nel febbraio 1914 fu collocato in posizione ausiliaria, ritirandosi a vita privata a Venezia.
In vista dell'entrata in guerra dell'Italia, nel febbraio 1915 fu richiamato in servizio, assumendo il comando della neocostituita Brigata di fanteria "Piacenza" di stanza nell'omonima città.
Con lo scoppio delle ostilità, avvenute il 24 maggio 1915, al comando di tale unità prese parte a numerosi combattimenti sul fronte del Carso, rimanendo ferito tre volte il 25 luglio, una il 4 e una l'8 agosto 1915. Elevato al rango di tenente generale e Comandante di Divisione per meriti di guerra il 3 dicembre 1915, fu decorato con Medaglia d'argento al valor militare. Tale decorazione gli fu assegnata "motu proprio" da Re per le brillanti azioni compiute sul Monte San Michele, sul Monte San Martino e a Bosco Cappuccio.

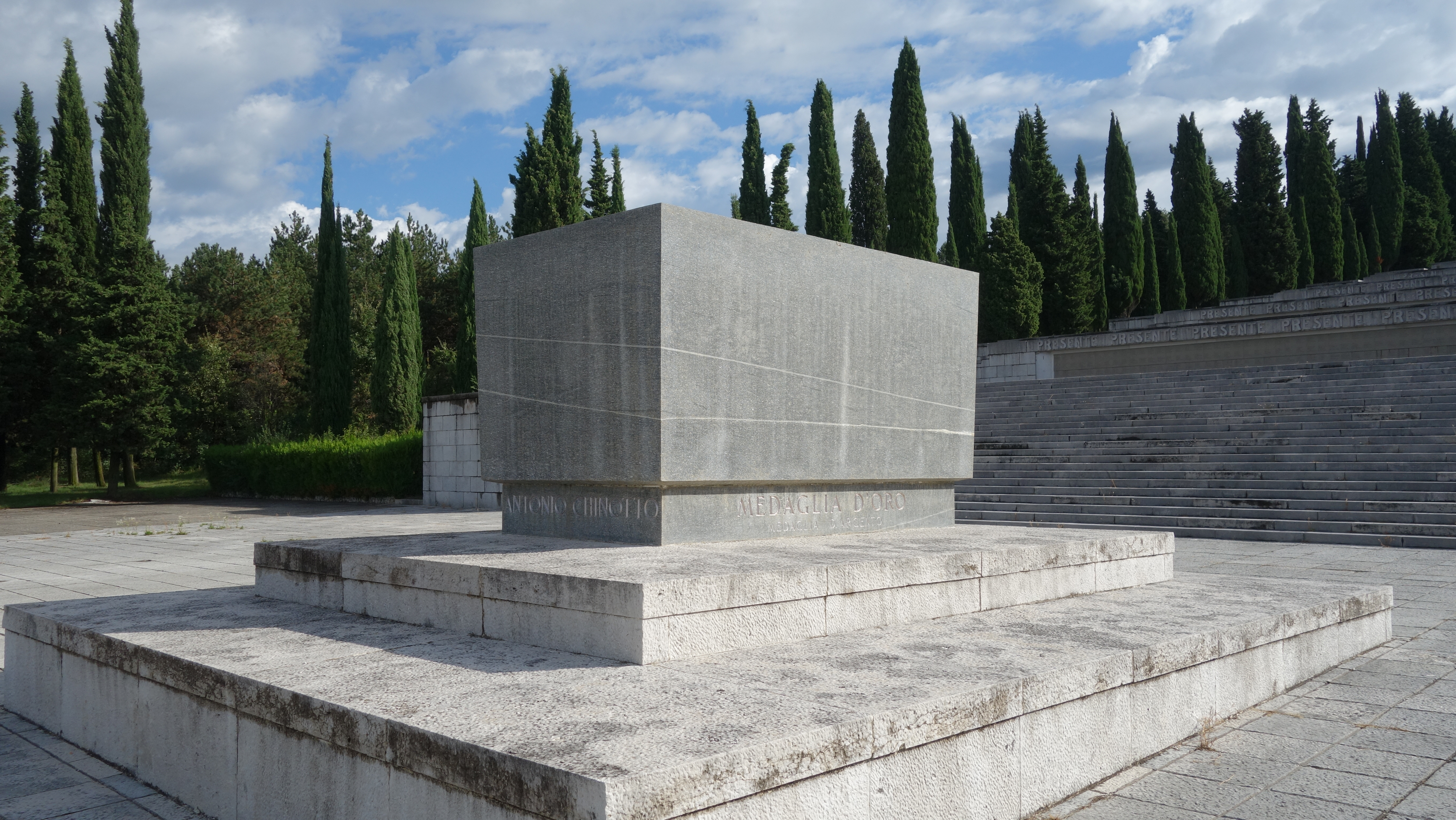
Tomba del generale Chinotto sita presso il Sacrario di Redipuglia.

Ottenuto il comando della 32ª Divisione, si distinse nel settore di Plava, dove riconquistò alcune delle posizioni perdute.  Nel febbraio 1916, a causa di una grave malattia, dovette cedere il comando lasciando la linea del fronte. Rientrò in linea nel maggio dello stesso anno, assumendo il comando della 14ª Divisione operante nel settore di Monfalcone, anche se non in perfette condizioni di salute. Prese parte alla sesta battaglia dell'Isonzo (6-17 agosto), dirigendo personalmente le operazioni che portarono alla conquista della alture vicino a Monfalcone. Al termine delle operazioni, ormai in gravi condizioni a causa della malattia, fu ricoverato all'Ospedale militare di Udine, dove si spense il 25 agosto 1916.  Sul letto di morte, il 12 agosto ricevette la promozione a generale di corpo d'armata per meriti straordinari di guerra, venendo poi decorato "motu proprio" da Sua Maestà Re Vittorio Emanuele III con la Medaglia d'oro al valor militare alla memoria.
La salma del generale Antonio Chinotto fu temporaneamente collocata in una colombaia del cimitero monumentale di Udine, ma nel 1922 fu trasportata nel Cimitero degli “Invitti della III Armata” sulla collina di Redipuglia, dove erano tumulate le sacre spoglie di altri ventiquattromila caduti che qualche anno dopo saliranno ad oltre centomila.
Le città di Milano, Novara, Roma, Udine e Verona, come anche la sua città natale, Arona, gli hanno intitolato una via, mentre porta il suo nome una caserma dell'Esercito, oggi passata ai carabinieri, a Vicenza. Nel 1921 la Regia Marina ne ha onorato la memoria intitolandogli uno dei cacciatorpediniere della classe Generale Antonio Cantore.

### Annotazioni
1. ↑  Bernardino Chinotto era stato Tenente di vascello della Marina Veneta, ed era andato in esilio con Daniele Manin dopo la difesa di Marghera.
2. ↑  In quella città frequentò, presso l'Istituto Montefidee, il corso per ingegneri.
3. ↑  Tale Brigata, appartenente alla Milizia Mobile, era composta dal 111º e 112º Reggimento di fanteria.
4. ↑  Il piano operativo fu da lui redatto e personalmente condotto con successo.
5. ↑  Durante le operazioni che portarono alla conquista della città di Gorizia si fece portare in prima linea da due uomini, seduto su di una poltrona.
6. ↑  Tale concessione fu annunciata alla vedova del generale, signora Clara Luongo, tramite telegramma dal Ministro della guerra Paolo Morrone.

### Fonti
1. 1 2 3 4 5 6 7 8 9  Veronese 2013, p. 23.
2. 1 2  Cavaciocchi, Ungari 2014, p. 66.
3. 1 2 3 4 5 6  Mandel 1931, pp. 628-629.
4. ↑  Bollettino Ufficiale 1915, dispensa 88ª, 4 novembre 1915.

### Pubblicazioni
- Alberto Veronese, La Caserma del CoESPU intitolata al generale Chinotto, in CoESPU Magazine, n. 1, Vicenza, Center of Excellence for Stability Police Units, gennaio 2013,  pp. 23-25.